# Palmiry
Palmiry är en by med 220 invånare i Masoviens vojvodskap i östra Polen. 
Under andra världskriget mördades i byn och det omgivande skogsområdet judar, polsk intelligentia, politiker och idrottsmän av nazisterna inom ramen för Aktion AB. De flesta av offren torterades i Pawiak-fängelset i Warszawa, innan de fördes till Palmiry.

## Bilder

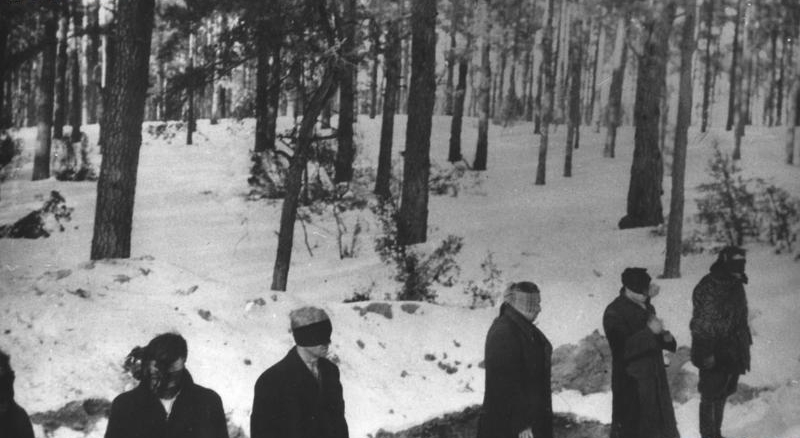
Avrättning i Palmiry.
Kvinnor förs in i skogen för att avrättas.